# Franc Djibouti
Pour les articles homonymes, voir Franc et Djibouti (homonymie).
Le franc Djibouti (en arabe : فرنك) est la monnaie officielle de la république de Djibouti. Utilisée dans la colonie française de la Côte française des Somalis depuis le 20 mars 1949, elle est devenue la monnaie nationale de Djibouti à son indépendance en juin 1977.

## Histoire

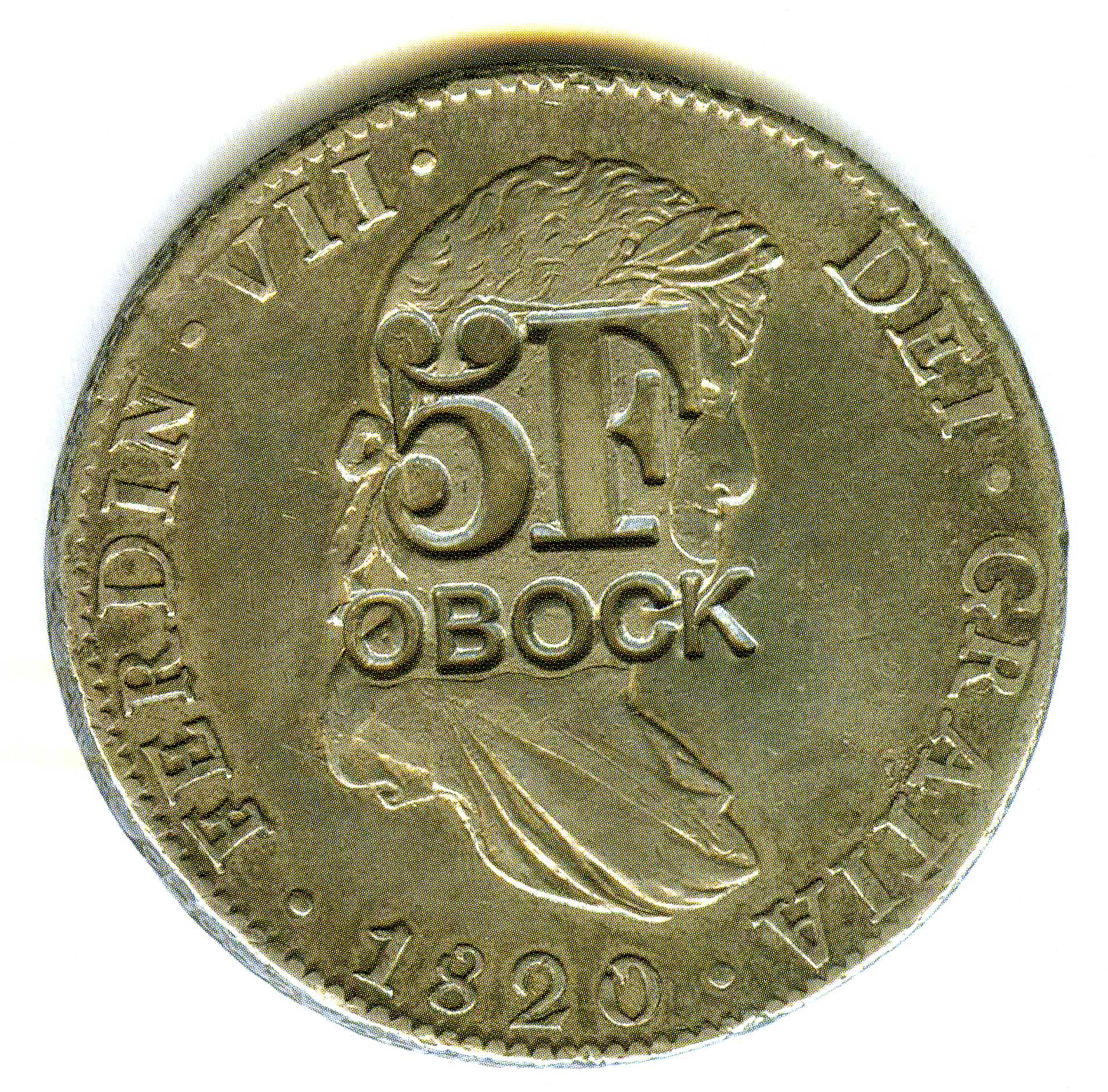
5F Obock (1909)

Après avoir utilisé le franc français puis le franc CFA en 1945, la Côte française des Somalis est dotée d'une monnaie propre par un décret du gouvernement français daté du 17 mars 1949, applicable à partir du 20 mars. La Banque de l'Indochine, qui était jusque-là l'organisme émetteur en Côte française des Somalis, devient alors une simple banque d'affaires.
La nouvelle monnaie était convertible au taux de 214,392 DJF pour un dollar américain, soit 0,414 507 gramme d'or fin. En septembre 1949, sa parité avec le franc français est portée à 1,63. Sa valeur est garantie par un dépôt de 2,5 millions de dollars auprès de la French American Banking Corporation de New York.
L'objectif est de stabiliser les échanges avec les pays environnants, en particulier l'Éthiopie, dont les monnaies sont indexées sur le dollar américain. Cette démarche s'inscrit dans une volonté générale de développer le territoire, déjà marquée en janvier 1949 par l'instauration d'une zone franche au port.

### Galerie de pièces de 1997

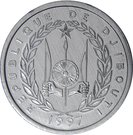
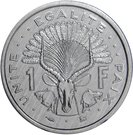
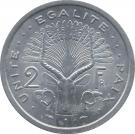
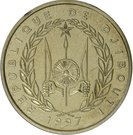
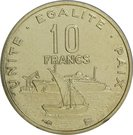
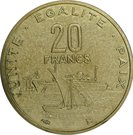
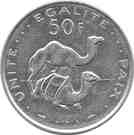
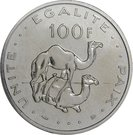
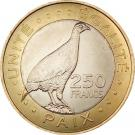
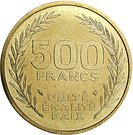

## Valeur et évolution
À sa création, un dépôt est effectué dans une banque américaine, il couvre 100 % de l'émission. Cent francs Djibouti valent alors 0,414 507 gramme d'or ; un dollar vaut 214,392 francs Djibouti.
En 1975, de nouveaux billets sont mis en circulation.

### Galerie 1979

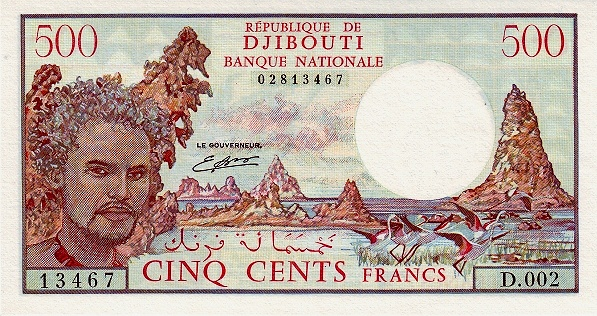
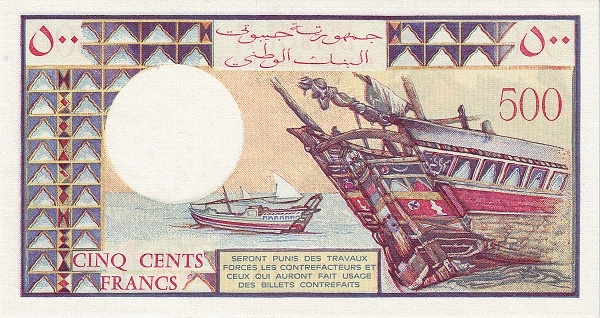
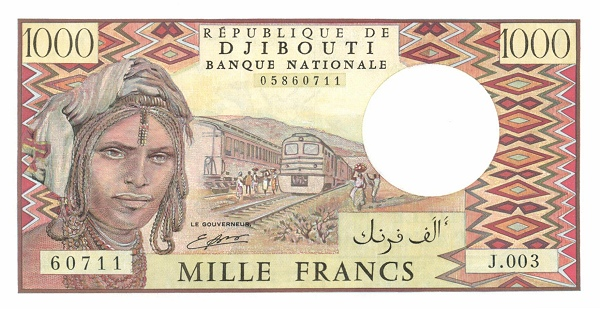
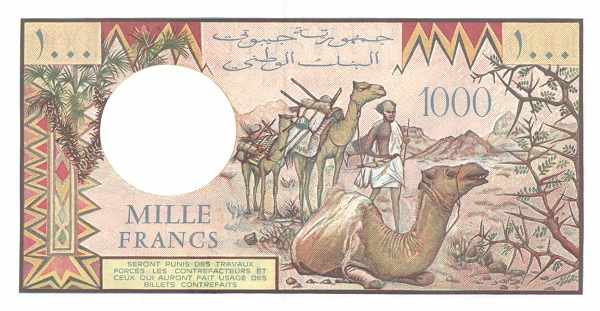
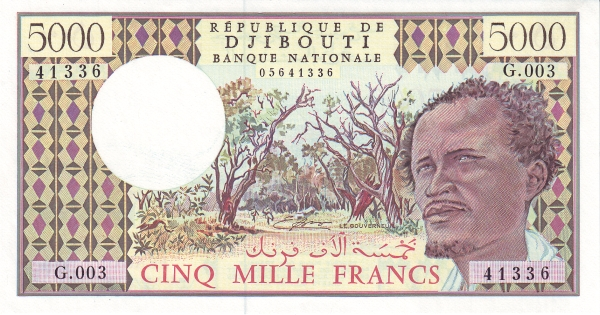
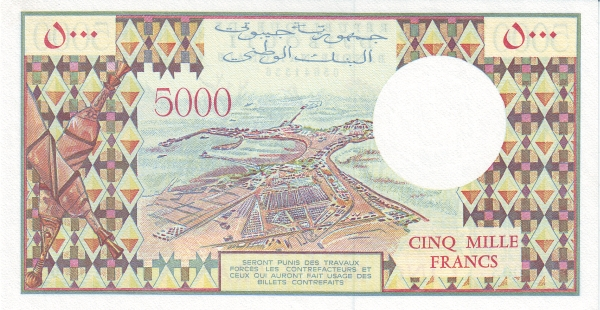
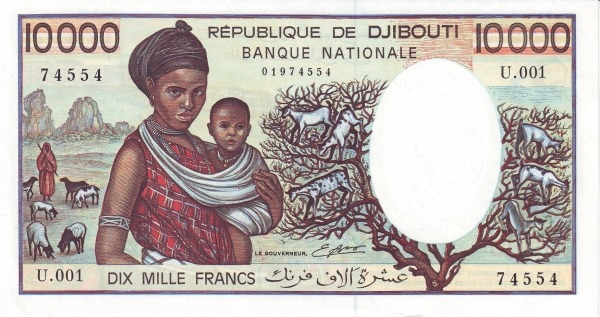
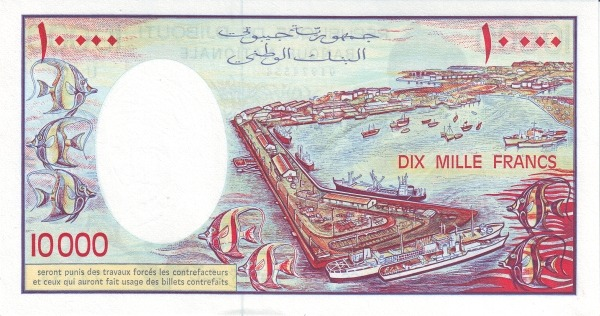

### Change
Le franc Djibouti est indexé sur le dollar américain.

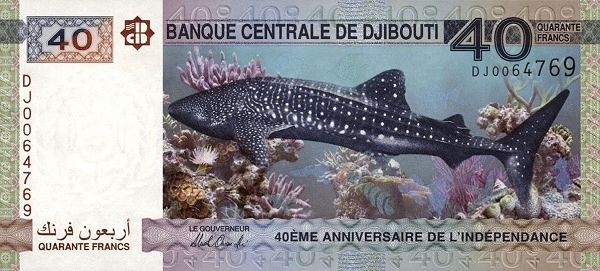
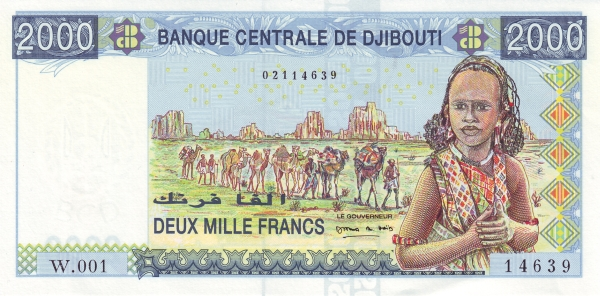
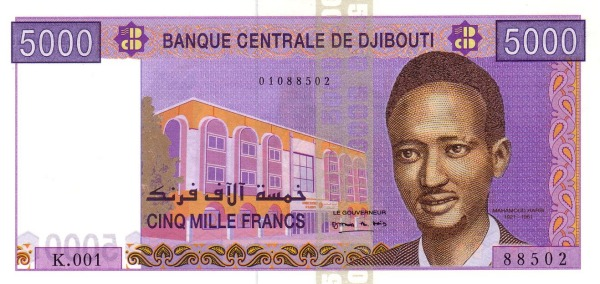
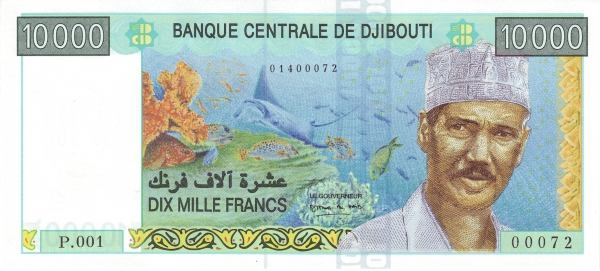

À partir du 13 février 1973, et au moins jusqu'en 2006, 1 USD vaut 177,721 DJF.
Le cours au 12 juin 2009 était 1 USD = 177,541 8 DJF.  
Le cours au 25 janvier 2019 était de 1 USD = 177,493 78 DJF, soit 10 000 DJF = 56,34 USD = 49,66 €.

## Billet de 1920

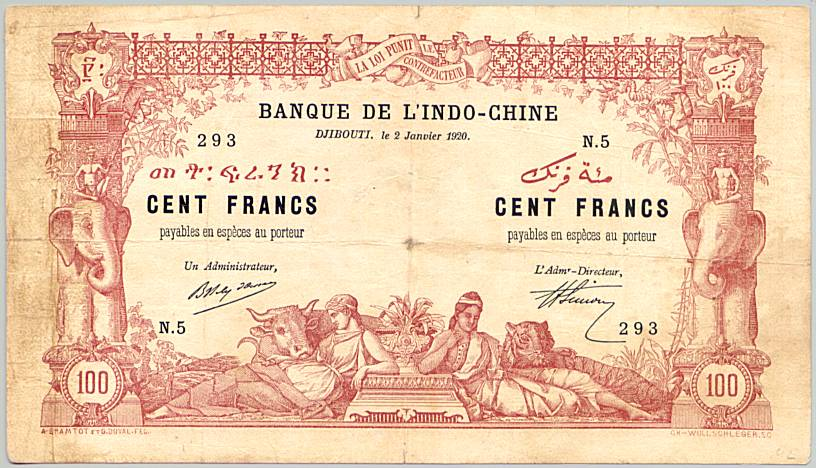
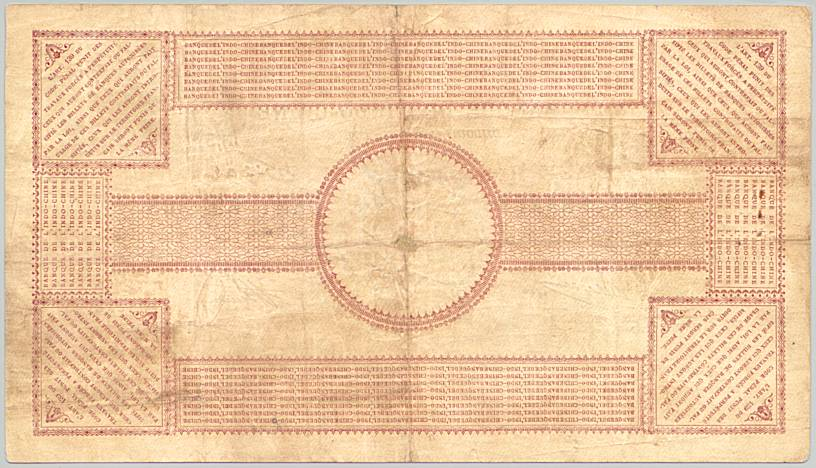